# Peter Lindbergh
Peter Lindbergh (Leszno, 23. studenog 1944.), njemački fotograf, publicist i filmski umjetnik, poznat po portetima slavnih glazbenika, glumaca i modela.

## Životopis
Rođen je u poljskom gradu Leszno (njem. Lissa) u vrijeme završetka Drugog svjetskog rata. Djetinjstvo je proveo u Duisburgu na zapadu Njemačke. Otac mu je bio prodavač slatkiša, a majka domaćica. Bio je jedno od troje djece u obitelji.
Industrijska prošlost Duisburga utjecala je na njegov rad nakon preseljenja u Berlin i upisa na Umjetničku akademiju. Tijekom obrazovanja najvećim uzorom smatrao je Van Gogha zbog čega je nekoliko mjeseci proveo u Arlesu. Nakon Arlesa, dvije godine putovao je Maroko i Španjolskom.
Povratkom u Njemačku, studirao je apstraktnu umjetnost u Krefeldu, nakon čega je stvarao i u duhu konceptualne umjetnosti i avangarde. Godine 1971. seli se u Düsseldorf gdje dvije godine radi kao pomoćnik prije nego što otvori vlastiti studio.
Ženio se dva puta i otac je četvorice sinova.

## Fotografija
Prvi angažman dobiva u njemačkom tjedniku Stern, gdje svoj uratke objavljuje zajedno s Helmutov Newtonom, Guyom Bourdinom i Hansom Feurerom. Na njegovo rano stvaralaštvo uvelike su utjecali dokumentarni, ulični i novinski fotografi Dorothea Lange, Henri Cartier-Bresson i Garry Winogrand.
Godine 1988. snimio je seriju fotografija tada još nepoznatih modela Linda Evangelista, Naomi Campbell, Tatjana Patitz, Cindy Crawford i Christy Turlington te ga je zajednička fotografija svih modela proslavila. Dvije godine kasnije, pojavile su se naslovnici britanskog izdanja Voguea, u videospotu pjesme Freedom 90 Georga Michaela i zimskoj modnoj reviji Giannija Versacea krajem 1991. godine.
Dvaput je fotografirao za Pirellijev kalendar, 1996. i 2002. godine, kada je fotografije supremodela snimio u studiju filmske kuće Paramount Pictures. Godine 2017. postao je prvi fotograf u povijesti koji je tri puta snimao za Pirrelijev kalendar.

## Izložbe
- Shots of Style (Snimci stila), Victoria and Albert Museum u Londonu (1985.)
- Centar Georges Pompidou u Parizu
- serija izložbi Smoking Women (Pušačice) održana u Parizu (1992.), Tokiju (1994.) i Frankfurtu (1996.)
- Peter Lindbergh: Images of Women, prvo na Željezničkom kolodvoru u Hamburgu, potom 1998. u Rimu, Beču i Milanu, na Međunarodnom fotografskom festivalu u Japanu 1999. i 2000. te Puškinovom muzeju u Moskvi 2002. godine
- Models as Muse (Modeli kao muze), Muzej umjetnosti Metropolitan u New Yorku 2009.
- The Unknown (Nepoznati), Centar suvremene umjetnosti "Ulliens" u Pekingu 2011. (70 000 posjeitelja i prva izložba u Kini)[9]
- The Unknown and Images of Women, Meštrovićev paviljon u Zagrebu 2014.[10]

## Vanjske poveznice
- Službene stranice (engl.)
- Popis djela u katalogu Njemačke narodne knjižnice (njem.)